# Cameron Indoor Stadium
 (mai 2025).
Si vous disposez d'ouvrages ou d'articles de référence ou si vous connaissez des sites web de qualité traitant du thème abordé ici, merci de compléter l'article en donnant les références utiles à sa vérifiabilité et en les liant à la section « Notes et références ».
Le Cameron Indoor Stadium est une salle située dans le campus de l'Université Duke. C'est l'enceinte des équipes de basket-ball de l'université, de l'équipe féminine de volley-ball ainsi que des lutteurs.

## Construction
Les plans du stade sont établis en 1935 par Eddie Cameron, entraineur. Le stade fut ensuite conçu par Julian Abele ayant fait l'École des beaux-arts de Paris.
L'arène est inaugurée le 6 janvier 1940 et s'appelait Duke Indoor Stadium mais fut renommé le 22 janvier 1972 pour honorer Eddie Cameron.

## Rénovations et améliorations
Les rénovations permettent l'installation d'un tableau des scores électronique ainsi qu'une plus grande quantité de places.
Avant la saison 2009-2010, des LED sont installées sur la table de presse et les sièges sont repeints.

## Public
Le public est souvent qualifié de fou à cause des chants et acclamations bruyantes qui grimpent jusqu'à 116 décibels.